# Jan Stuifbergen
Johannes Nicolaas (Jan) Stuifbergen (Heiloo, 19 juni 1929 – 8 december 2021) was een Nederlands politicus van de KVP en later het CDA.
Vanaf 1950 was hij werkzaam als ambtenaar ter secretarie en in juni 1959 werd hij de gemeentesecretaris van Uitgeest. In oktober 1965 volgde zijn benoeming tot burgemeester van Bovenkarspel en vanaf eind 1967 was Stuifbergen tevens de waarnemend burgemeester van Grootebroek. Op 1 januari 1979 fuseerden deze gemeenten tot de gemeente Stede Broec waarvan hij de burgemeester werd. Vervolgens was Stuifbergen van oktober 1980 tot zijn pensionering in juli 1994 de burgemeester van Heerhugowaard.
Stuifbergen overleed op 92-jarige leeftijd.